# Sălcuța (Dolj)
Sălcuţa é uma comuna romena localizada no distrito de Dolj, na região de Oltênia. A comuna possui uma área de 72.62 km² e sua população era de 2354 habitantes segundo o censo de 2007.